# Mehragán

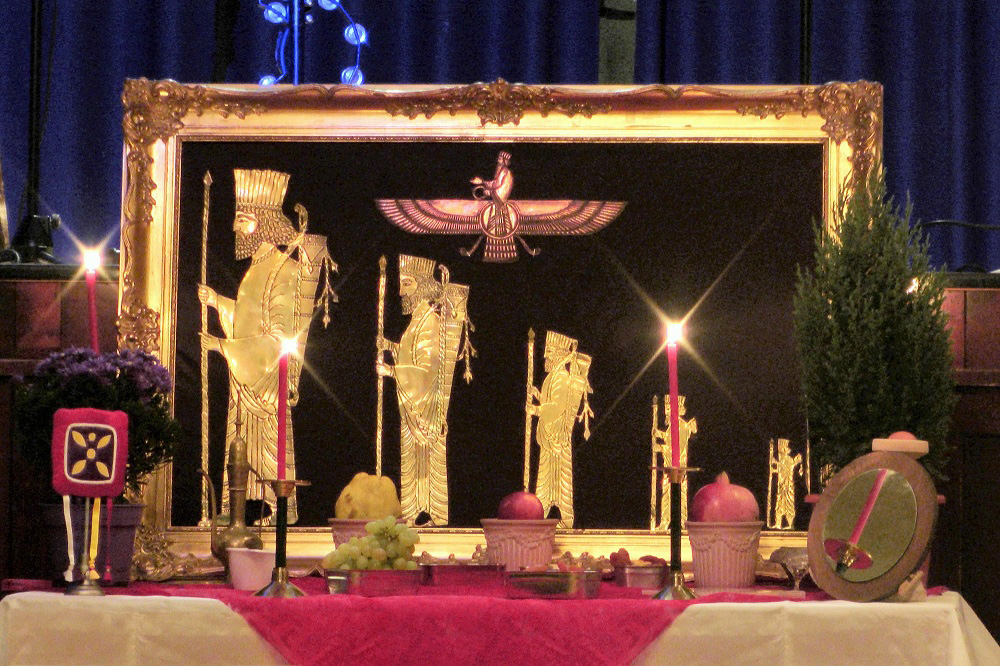
Stůl odzdobený k příležitosti Mehragánu, Amersfoort, Nizozemsko, 2011

Mehragán je podzimní zarathuštrický svátek a též obecné označení pro podzim. Je věnovaný jazatovi Mithrovi-Mehrovi a spojován také s vítězstvím Dareia I. nad Smerdidem a Ferídúna nad Zóhakem. Mehragán je slaven 16. den 7. měsíce, tedy na den Mehr měsíce Mehr, tedy přibližně na podzimní rovnodennost, jako protějšek Nourúzu, nového roku, slaveného na rovnodennost jarní. Původně byl nejspíše slaven pouze v jeden den, později, snad od sasánovské doby byly slaveny dva Mehragány, jeden menší a druhý větší, vzdálené od sebe pět dní, ale existují také zmínky o měsíčních oslavách.
Mezi Pársy v Indii došlo k velkém úpadku svátku a je slaven pouze jeden, důvodem snad mohl být i hinduistický odpor vůči zvířecím obětem které jej doprovázeli. Zvířecí oběti, například kohouta, se naopak zachovaly mezi zarathuštristy v Íránu, svátek je slaven především v Kermánu kde stále stojí Mithrova svatyně. Mezi muslimskými obyvateli Íránu má svátek sekulární podobu a téměř zanikl. Podle jiného zdroje však jde o druhý nejvíce držený svátek v Íránu po Nourúzu, a Írán a Tádžikistán usilují o zapsaní svátku na seznam UNESCO.
Mnoho záležitostí týkajících se tohoto svátku je velmi nejasných, především proto že o něm máme zprávy pouze ze zdrojů následujících dobytí Íránu Araby. Není například zcela jasné zda je festival opravdu zasvěcen Mithrovi, či zda jméno svátku vychází pouze z toho že připadá na den a měsíc pojmenovaný po tomto božstvu. Hasan Taqizāda se tak domnívá že slavnost byla původně byla zasvěcena Bagovi.

## Mimo Írán
Mehragán se často objevuje v neíránských zdrojích a i mimo Írán byl také v průběhu historie slaven, často však s odlišným obsahem a o jiném datu než případě původního svátku. Mehragán e tak zmiňován babylónském a jeruzalémském talmudu, a podle Mas'údího byl v 10. století slaven křesťany v Sýrii a Iráku. Různé zprávy hovoří o široce rozšířené slavnosti zvané Mehražán, což je arabská podoba jména svátku, slavené například v jemenském Adenu na konci 9. století. Podle básníka Billanúbího se jednalo o koptský svátek slavený v 11. a 12. století v Káhiře. Slavení je doloženo i z počátku 21. století a to ze Somálska kde připadá na polovinu února.